# Estádio Sylvio Cator
O Estádio Sylvio Cator (em francês: Stade Sylvio Cator) é um estádio de futebol localizado na cidade de Porto Príncipe, capital do Haiti. Oficialmente inaugurado em 1953, é o maior estádio do país em capacidade de público, sendo a principal casa onde a Seleção Haitiana de Futebol manda suas partidas amistosas e oficiais válidas por competições continentais. Além disso, os tradicionais clubes haitianos RC Haïtien, Aigle Noir e Violette também mandam ali seus jogos amistosos e oficiais por competições nacionais. Conta com capacidade máxima para 20 000 espectadores.

## Histórico
O nome do estádio rende homenagem à Silvio Cator, falecido atleta haitiano medalhista olímpico no salto em distância durante os Jogos Olímpicos de Verão de 1928. Anteriormente, o estádio foi denominado Parc Leconte e Stade Paul-Magloire.
O estádio sediou jogos oficiais válidos pelas Eliminatórias da CONCACAF para a Copa do Mundo de 1974 e foi a prinicipal sede do Campeonato da CONCACAF Feminino de 1991. Foi durante a final da competição que verificou-se seu recorde absoluto de público: cerca de 30 000 espectadores assistiram os Estados Unidos golearem o Canadá por 5–0 e sagrarem-se campeãs do torneio pela 1.ª vez.
O estádio foi parcialmente destruído pelo Sismo do Haiti de 2010 e um conjunto de tendas habitáveis pela população desalojada de suas casas surgiu em seus limites.